# Lv1魔王與獨居廢勇者
《Lv1魔王與獨居廢勇者》是toufu所創作的日本漫畫，2020年4月1日起在芳文社旗下網上漫畫平台「COMIC FUZ」上連載。改編電視動畫於2023年7月3日至9月18日播放，動畫製作公司是SILVER LINK.、BLADE。

## 劇情大綱
在勇者麥克斯和同伴打敗魔王的十年之後，魔王從沉睡中甦醒並且威風不再。魔王急著找麥克斯復仇，卻發現麥克斯成了獨居在公寓套房裡的廢人，不但變得個性懶散、外表邋遢，還有諸多負面新聞。魔王起初瞧不起麥克斯自甘墮落，但在發現他實力依舊後，感到十分可惜，便搬進公寓與他同居，順便學習人類社會的變化。隨後魔王的秘書潔妮亞也搬到隔壁房間，就近監視。
戰士雷奧是麥克斯過去的同伴，如今他背叛王國，率領被視為恐怖組織的剛瑪共和國強佔王國北部。同為麥克斯過去同伴的僧侶弗雷德現職魔導廳的長官，奉命率軍殲滅剛瑪共和國。麥克斯原先無意介入此戰事，然而在此戰演變成雷奧和弗雷德同室操戈後，魔王干涉了兩人的單挑，迫使麥克斯插手阻止同伴廝殺。麥克斯使用過去的魔法師同伴尤莉亞遺留的強化魔法，於三方混戰中勝出，並為夥伴們造成的困擾向世人磕頭道歉，使戰爭就此平息。後來剛瑪共和國成為了王國的自治區，弗雷德升任大臣。

## 角色列表
魔王「摩斯特」（聲：大空直美、間宮康弘（原來的魔王））
曾是威脅世界的存在，但在十年前被勇者麥克斯一行打倒。發誓要向麥克斯復仇。十年後再次復活，但也許是太急著復活的緣故，大半力量還沒回來，外表也很稚嫩，看起來就像一個只有10歲的小女孩，但外出時會變身為身材姣好的美少女。很擅長料理。儘管發誓報仇，但看到對方的現況就覺得不能丟下不管，並決定照顧他。
再次復活後，雖以女性姿態示人但真實性別不明（麥克斯曾脫口說魔王過去是男人），雖然不放棄征服世界的願望，但因照顧麥克斯的關係反而開始融入人類世界的生活，甚至會鼓勵遭眾人排擠的麥克斯，也會暗中協調麥克斯與前隊友之間的關係。
麥克斯（聲：中村悠一）
十年前與夥伴們一起討伐魔王的勇者，但在魔族被退治後的和平世界失去了用處，雖然他拯救了世界，卻因引發無數醜聞而被迫下台。不但沒有得到獎賞，反而遭到迫害，變成了獨居廢人。儘管十年來過著不健康的生活方式，外表和過去相比已經老了許多，但英雄的體能依然完好，可以跳過10米左右的河流。騎自行車前往距離很遠的伽瑪自治區。另外，他還獲得了年輕時所沒有的狡猾和決心，魔王軍都說他現在比巔峰時期更加強大，能夠立刻識破周圍的可疑動靜。
潔妮亞（聲：日笠陽子）
魔王的秘書官，看起來是智謀派，但本人其實相當笨拙，且完全沒有魔法才能。以武鬥派為主。有不好的飲酒習慣，喝了酒就會亂發酒瘋。對衣服的品味很奇怪。
故事初期魔王復活後遇到的第一位魔族眷屬，一開始反對魔王照顧勇者麥克斯的決定，但最後妥協並搬到麥克斯隔壁的空房間居住，相處之下已經不太排斥麥克斯的存在。
弗雷德（聲：松岡禎丞）
僧侶，回復、輔助魔法達人。十年前和麥克斯一起打倒魔王的成員之一，無數次從危機中拯救勇者一行人。目前擔任王國的魔導廳長。本身因為有靈能力的關係所以反而很怕鬼。
為勇者小隊退役後唯一留在王國政治中心的成員，對於變成獨居廢人的麥克斯很嗤之以鼻，也對他身邊偽裝成女性的魔王感到懷疑。
雷奧（聲：下野紘）
戰士，肌肉發達但友善，十年前和麥克斯一起打倒魔王的成員之一，目前是共和國的首領，但跟王國之間的情勢之間勢如水火。
勇者小隊退役後其狀態依舊與十年前一樣沒有任何變化，其武力甚至比十年前來得強悍，但個性上與心思細膩的弗雷德不同，初次見到十年後的麥克斯完全沒有認出對方。
尤莉亞（聲：小清水亞美）
女巫，十年前和麥克斯一起打倒魔王的成員之一，已婚後完全脫離大眾視野專心當家庭主婦，目前育有一女一子，身形也比年輕時豐腴不少但身上魔力依舊強勢。
勇者小隊退役後唯一體諒麥克斯苦衷的成員，十年前自視甚高沒有打算加入勇者小隊但在一次次合作下逐漸接納麥克斯等人。
莎拉（聲：小原好美）
尤莉亞的女兒，小學二年級學生。經常和麥克斯一起出去玩，個性繼承自強勢的母親身上，常一針見血般的提點麥克斯。
大姊（聲：伊藤靜）
雷奧的部下。
威爾（聲：興津和幸）
雷奧的部下。
琳姆（聲：森奈奈子）
弗雷德的部下。火焰的使用者，短髪中性的女官僚。
衣櫃裡的人（聲：小林優）
住在麥克斯家中衣櫃裡面的女鬼魂，目前只有弗雷德看得見她，本身很同情窮困潦倒的麥克斯，並沒有加害他人的念頭，很顯然，她愛上了麥克斯，多少有些嫉妒跟麥克斯同居的魔王。對闖入麥克斯家的弗雷德不滿，時常利用騷靈現象來捉弄弗雷德。
法蘭卡（聲：谷育子）
第一大臣，穿著像女巫的年長女性。
特里戈林（聲：大塚明夫）
第二大臣，留有落腮鬍的男性。
格雷姆斯（聲：堀內賢雄）
第三大臣，戴著黑眼鏡。
萊茵哈特（聲：置鮎龍太郎）
第四大臣，留著銀白長髮的男性。
賽曼（聲：草尾毅）
第五大臣，灰色頭髮的男性。
海沃德（聲：土師孝也）
第六大臣，帶著單眼眼鏡，留有音樂家的髮型。
斯茲克（聲：田中真弓）
第七大臣，打扮酷似魔術師。
梅涅赫爾多（聲：井上麻里奈）
第八大臣，綁著包包頭的女性。
喬治（聲：玄田哲章）
第九大臣，身穿軍裝梳著油頭的男性。

## 出版書籍
| 卷數 | 芳文社        | 芳文社                 | 東立出版社     | 東立出版社             |
| 卷數 | 發售日期      | ISBN                   | 發售日期       | ISBN                   |
| ---- | ------------- | ---------------------- | -------------- | ---------------------- |
| 1    | 2020年3月2日  | ISBN 978-4-8322-3721-6 | 2023年8月24日  | ISBN 978-626-372-413-6 |
| 2    | 2020年4月3日  | ISBN 978-4-8322-3727-8 | 2023年11月10日 | ISBN 978-626-372-671-0 |
| 3    | 2020年7月1日  | ISBN 978-4-8322-3753-7 | 2025年2月7日   | ISBN 978-626-02-0652-9 |
| 4    | 2021年3月1日  | ISBN 978-4-8322-3807-7 |                |                        |
| 5    | 2021年8月2日  | ISBN 978-4-8322-3845-9 |                |                        |
| 6    | 2022年4月1日  | ISBN 978-4-8322-3906-7 |                |                        |
| 7    | 2022年10月3日 | ISBN 978-4-8322-3946-3 |                |                        |
| 8    | 2023年7月3日  | ISBN 978-4-8322-0305-1 |                |                        |
| 9    | 2023年8月1日  | ISBN 978-4-8322-0313-6 |                |                        |
| 10   | 2024年2月1日  | ISBN 978-4-8322-0361-7 |                |                        |
| 11   | 2024年7月1日  | ISBN 978-4-8322-0413-3 |                |                        |

## 電視動畫

### 主題曲
片頭曲One Room Adventure
主唱：MADKID，作詞：LIN, YUKI，作曲：pw.a, Ucca-Laugh，編曲：pw.a
片尾曲
作詞、作曲、主唱：，編曲：佐佐木聰作

### 各話列表
| 話數   | 標題           | 劇本     | 分鏡            | 演出     | 作畫監督 | 總作畫監督             | 首播日期      |
| ------ | -------------- | -------- | --------------- | -------- | --- | ---------------------- | ------------- |
| 第1话  | 魔王复活！     | 大野敏哉 | 井上圭介        | 井上圭介 | 井本由纪 | 渡边义弘 川岛尚 宫佳苗 | 2023年 7月3日 |
| 第2話  | 務必小心眼鏡女 | 大野敏哉 | 所俊克          | 所俊克   | 菊池有骑 川口弘明 松本胜次 青木昭仁 永田正美 明光 慧敏 鑫月                                                           | 渡边义弘 反町司 宫佳苗 | 7月10日       |
| 第3話  | 僧侶弗雷德     | 大野敏哉 | 吉川浩司 竹内光 | 木村佳嗣 | 永田正美 能地清 小澤圓                                                                                                | 宮佳苗 川島尚          | 7月17日       |
| 第4話  | 勇者的新挑戰！ | 大野敏哉 | 又野弘道        | 又野弘道 | 永田正美 永田有香 明光 龍光 原涵妮 StudioEverGreen 24FPS、Sｔμ                                                        | 反町司                 | 7月24日       |
| 第5話  |                | 大野敏哉 | 尾上皓紀        | 尾上皓紀 | 竹森由加 原口涉 | 川島尚 宫佳苗          | 7月31日       |
| 第6話  | 國境線的攻防   | 大野敏哉 | 所俊克          | 所俊克   | 菊池有騎 川口弘明 松本勝次 stμ 永田正美 明光 慧敏 鑫月                                                                | 反町司                 | 8月7日        |
| 第7話  |                | 大野敏哉 | 米林拓          | 竹谷徹平 | 永田正美 能地清 池田龍也 Studio EverGreen 24FPS                                                                       | 宮佳苗 川島尚          | 8月14日       |
| 第8話  | 訣別           | 大野敏哉 | 小澤圓          | 又野弘道 | 永田正美 永田有香 小澤圓 ParkJi-seung LeeMinbae HongYe-na Studio EverGreen 24FPS 明光                                 | 反町司                 | 8月21日       |
| 第9話  | 勇者的糾結     | 大野敏哉 | 中野陽          | 日下直義 | 竹森由加 片山敬介 原口涉 RadPlus One Order Big Owl SAS                                                                | 反町司 川島尚 宮佳苗   | 8月28日       |
| 第10話 | 雷奧vs弗雷德   | 大野敏哉 | 大畑晃一        | 小柴純彌 | 井本由紀 武志鵬 原口涉                                                                                                | 反町司 川島尚 宮佳苗   | 9月4日        |
| 第11話 |                | 大野敏哉 | 竹谷徹平        | 竹谷徹平 | 菊池勇騎 川口弘明 中島大智 森悅史 能知清 永田正美 小澤圓 龍光 明光                                                    | 渡边义弘 反町司 川島尚 | 9月11日       |
| 第12話 |                | 大野敏哉 | 所俊克          | 所俊克   | 池田龍也 松本勝次 永田有香 小澤圓 永田正美 Lee Min-bae Park Ji-seung Hong Ye-na Jang Han-byeol Studio EverGreen 24FPS | 反町司 川島尚 宮佳苗   | 9月18日       |

### 藍光與DVD
| 卷數 | 發賣日期       | 收錄話數       | 規格編號  | 規格編號   |
| 卷數 | 發賣日期       | 收錄話數       | BD        | DVD        |
| ---- | -------------- | -------------- | --------- | ---------- |
| 1    | 2023年9月27日  | 第1話 - 第4話  | KAXA-8661 | KABA-11421 |
| 2    | 2023年10月25日 | 第5話 - 第8話  | KAXA-8662 | KABA-11422 |
| 3    | 2023年11月29日 | 第9話 - 第12話 | KAXA-8663 | KABA-11423 |

## 外部連結
- 漫畫連載網站（日語）
- 電視動畫官方網站（日語）
- 電視動畫的X（前Twitter）（日語）